# Miřetice, Chrudim
Miřetice là một làng thuộc huyện Chrudim, vùng Pardubický, Cộng hòa Séc.